# Fumaria flabellata
Fumaria flabellata (Gasp., 1842), comunemente nota come fumaria a ventaglio, è una pianta appartenente alla famiglia delle Papaveraceae, diffusa nel bacino del Mediterraneo.

## Descrizione
È un'erbacea annuale che può raggiungere i 40 cm di altezza. Le foglie, dotate di un breve picciolo, hanno contorni ovati e sono divise in cinque segmenti ovoidali a ventaglio, i quali sono ulteriormente divisi in lacinie a ventaglio. I fiori sono di colore bianco-rosato, con una macchia apicale porpora. Il frutto è un achenio subsferico di circa 2-2,7 mm di diametro e presenta peduncoli rigidi e ricurvi. Il periodo di fioritura va da febbraio ad aprile.

## Distribuzione e habitat
È diffusa in tutte le zone costiere del Mediterraneo centro-orientale. In Italia la si può trovare nelle isole e nel meridione, sebbene sia presente anche in alcune zone del centro come la Maremma grossetana, dove però è rara. È comune in zone incolte presso il mare.